# Dora de Houghton Carrington
Dora de Houghton Carrington (29. března 1893 – 11. března 1932) byla britská malířka a designérka v oblasti uměleckých řemesel.

## Život
Dora de Houghton Carrington byla čtvrtým z pěti dětí Samuela Carringtona a jeho ženy Charlotte Houghon. Od roku 1902 navštěvovala dívčí školu, kde byly dívky vyučovány kromě obvyklých předmětů i sportu, hudbě a kresbě. Protože Dora prokazovala talent, rodiče jí platili i zvláštní hodiny kresby. Od roku 1910 navštěvovala Slade School of Art v Londýně. Již v této době si nechala říkat pouze Carrington a pouze pod tímto jménem je i často referována v literatuře.
Setkala se zde s Markem Gertlerem – malířem, jehož milostné návrhy několik let odmítala.
V roce 1914 školu úspěšně ukončila a vrátila se domů, kde byla v krátké době představena Lady Ottoline Morrell, která ji uvedla do kruhu Bloomsbury group. Právě během návštěvy lady Morrell se v roce 1915 seznámila se spisovatelem Lyttonem Stracheym. Pro Carringtonovou toto setkání znamenalo životní zvrat, do Stracheyho se zamilovala – tento cit (přestože Strachey byl homosexuál) ji provázel celý další život a byl po Stracheyho smrti i příčinou její sebevraždy.
V roce 1917 ukončila vztah s Gertlerem a nastěhovala se se Stracheym do Mill House v Tidmarsh. O rok později se setkala s Ralphem Partridgem, přítelem mladšího bratra z Oxfordu. V roce 1921 se za něj provdala a v trojici se Stratcheym nadále žili v Hungerfordu. Během dvacátých let měla několik dalších milostných afér (s Geraldem Brenanem, Beakus Penrosem nebo spisovatelkou Frances Marshall), ale pevně byla svázána pouze se Stracheym.
V lednu 1932 Strachey zemřel na rakovinu žaludku, 11. března následovala její sebevražda (půjčenou střelnou zbraní).
Carrington byla velmi tvůrčí, dokázala pracovat kromě klasické malby i s netradičními materiály jako bylo sklo, kachle nebo kůže. Vyráběla dřevoryty pro Hogarth Press. Protože však takřka vůbec svá díla nevystavovala, nepatřila ve své době ke známým malířům. Dnes mezi její nejznámější práce patří např. portrét Lyttona Stracheyho.
V roce 1995 byl o Carringtonové natočen stejnojmenný film, v hlavní roli s Emmou Thompsnovou.

## Galerie

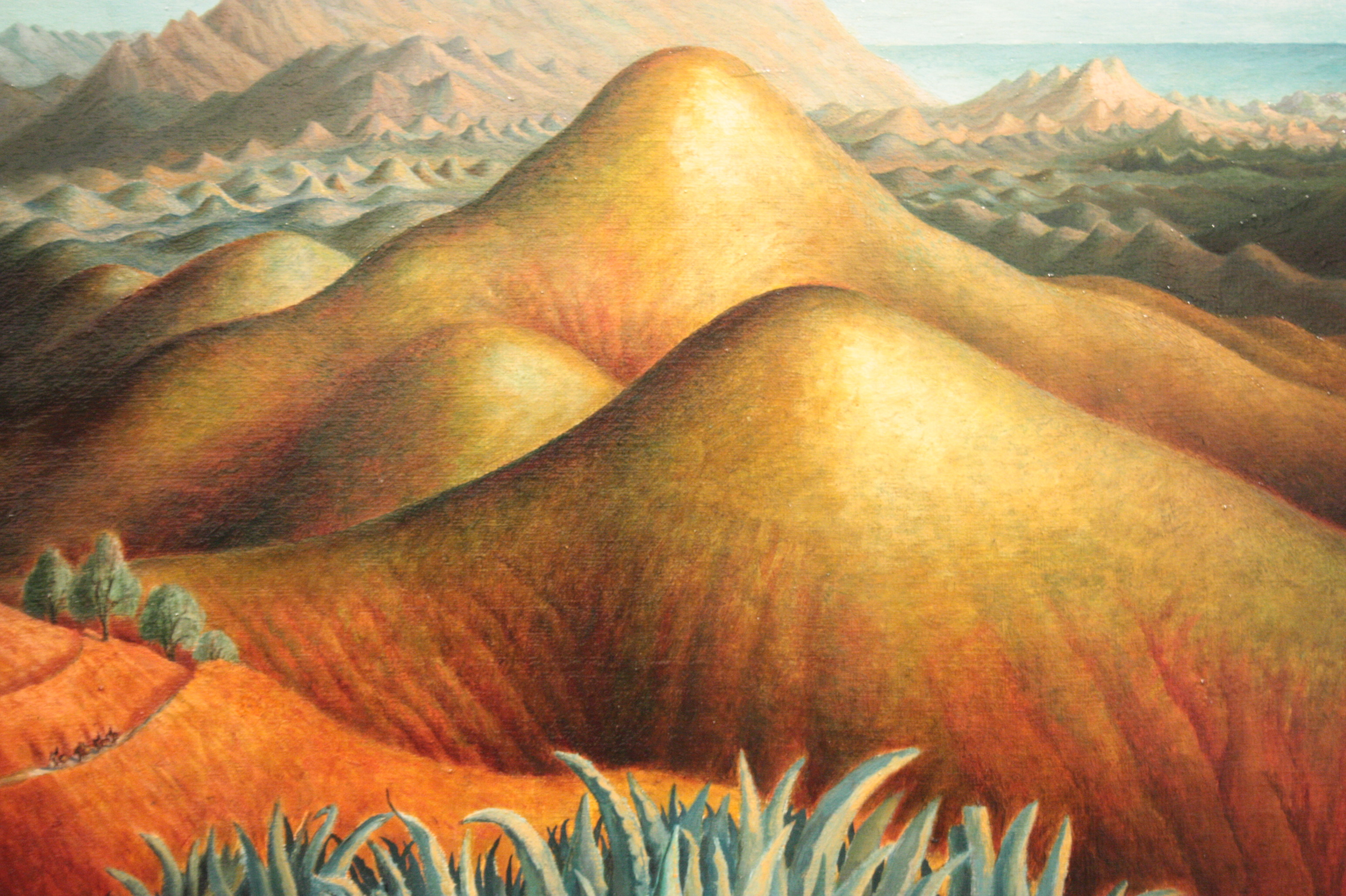
Mountain Ranges from Yegen, Andalusia, 1924
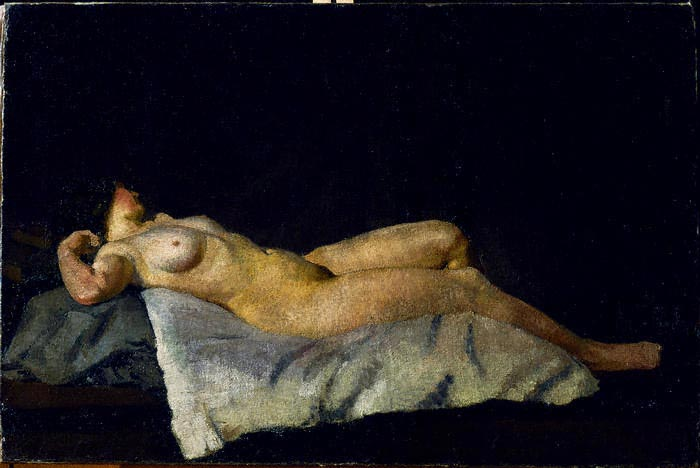
Studie ženy, cca 1912
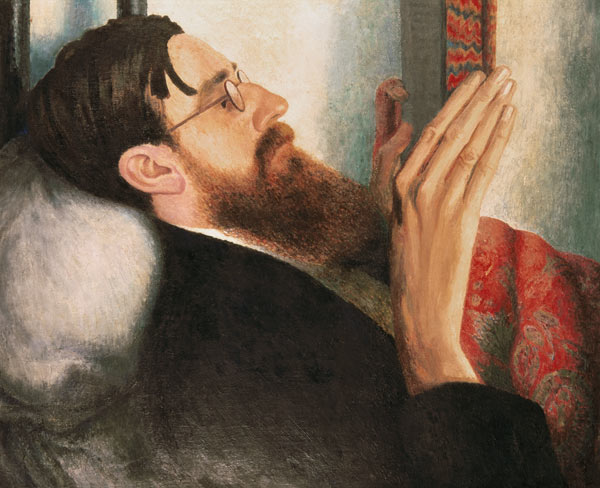
Lytton Strachey (1880–1932), cca 1916
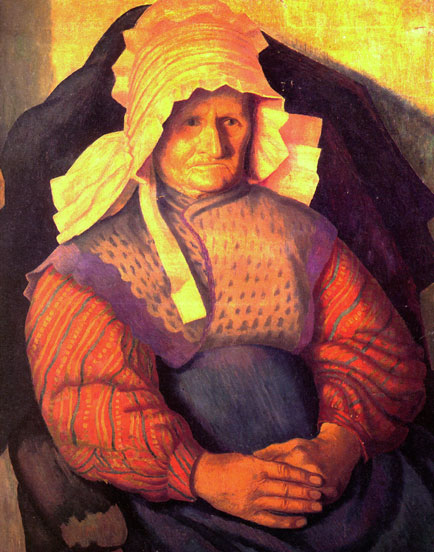
Mrs. Box, cca 1919
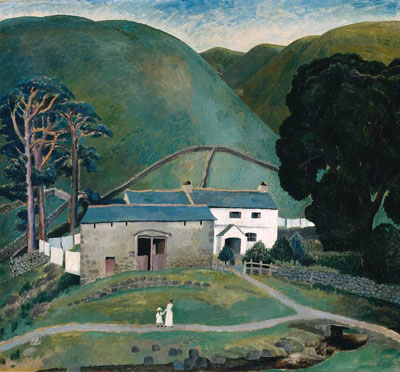
Farma ve Watendlathu, cca 1921